# Các vi phạm lập luận trong ngụy biện
Các vi phạm lập luận trong ngụy biện, tên nguyên gốc là Attacking Faulty Reasoning, là một cuốn sách giáo khoa về ngụy biện logic của T. Edward Damer đã được sử dụng trong nhiều năm ở một số các khóa học đại học về logic, tư duy phê phán, lập luận, và triết học. Nó giải thích 60 kiểu ngụy biện thường gặp nhất. Mỗi kiểu ngụy biện được định nghĩa ngắn gọn và minh họa bằng một số ví dụ có liên quan. Đối với mỗi kiểu ngụy biện, cuốn sách đưa ra gợi ý về cách giải quyết hoặc cách "tấn công" ngụy biện khi gặp phải. Việc kê khai các kiểu ngụy biện xuất phát từ lý thuyết nguỵ biện của chính tác giả, lý thuyết này định nghĩa ngụy biện là vi phạm một trong năm tiêu chí của một lập luận hoàn chỉnh:
- lập luận phải có cấu trúc hoàn chỉnh;
- chủ đề phải phù hợp;
- chủ đề phải được chấp nhận;
- chủ đề phải đủ số lượng, trọng lượng, chủng loại;
- phải có sự phản bác hiệu quả các thách thức đối với lập luận.

Mỗi loại ngụy biện thuộc ít nhất một trong năm tiêu chí vi phạm lập luận trong ngụy biện do Damer đưa ra.

## Năm lỗi vi phạm lập luận
- Các lỗi vi phạm tiêu chí cấu trúc. Tiêu chí cấu trúc yêu cầu rằng một người tranh luận cho một quan điểm hoặc chống lại một quan điểm phải sử dụng một lập luận đáp ứng các yêu cầu cấu trúc cơ bản của một lập luận được hình thành hoàn chỉnh, sử dụng các tiền đề tương thích với nhau, không mâu thuẫn với kết luận, không giả định sự thật của kết luận và điều đó không liên quan đến bất kỳ suy luận diễn giải sai lầm nào. Các lỗi ngụy biện như bắt đầu câu hỏi, đảo ngược tiền đề hoặc lỗi trung gian không phân bổ đều vi phạm tiêu chí này.
- Các lỗi vi phạm tiêu chí liên quan. Tiêu chí liên quan (hay phù hợp) yêu cầu người đưa ra lập luận ủng hộ hoặc chống lại một quan điểm phải đưa ra những lý do liên quan trực tiếp đến giá trị của quan điểm đang được đề cập. Những ngụy biện chẳng hạn như lập luận truyền thống, lập luận cưỡng bức, hay ngụy biện nguồn gốc không đáp ứng được những yêu cầu tranh luận về tính phù hợp.
- Các lỗi vi phạm tiêu chí chấp nhận được. Tiêu chí về khả năng chấp nhận sẽ yêu cầu người đưa ra lập luận ủng hộ hoặc chống lại một quan điểm phải sử dụng những lý do có khả năng được chấp nhận bởi một người trưởng thành biết lý lẽ và đáp ứng các tiêu chí tiêu chuẩn về khả năng chấp nhận. Sai lầm như mập mờ, lỗi bộ phận, và mơ tưởng là không thể chấp nhận vì chúng được dựa trên sự nhầm lẫn ngôn ngữ hoặc liên quan đến các giả định không thể chấp nhận.
- Các lỗi vi phạm tiêu chí đầy đủ. Tiêu chí đầy đủ yêu cầu người đưa ra lập luận ủng hộ hoặc chống lại một quan điểm phải đưa ra các lý do đủ về số lượng, loại và trọng lượng để hỗ trợ cho việc chấp nhận kết luận. Các ngụy biện như lập luận từ sự thiếu hiểu biết, ngụy biện cầu xin và ngụy biện sau bài học vi phạm tiêu chí này vì chúng là những lập luận thiếu bằng chứng quan trọng hoặc đưa ra giả định nhân quả nhưng lại không đủ bằng chứng.
- Các lỗi vi phạm tiêu chí phản bác. Tiêu chí phản bác (hay bác bỏ) yêu cầu rằng một người đưa ra lập luận ủng hộ hoặc chống lại một quan điểm phải đưa ra một phản bác hiệu quả đối với tất cả những thách thức nghiêm trọng đối với lập luận hoặc quan điểm mà nó ủng hộ và với những lý lẽ mạnh mẽ nhất cho các quan điểm thay thế khả thi. Những ngụy biện như kết luận không liên quan, lập luận người rơm, và bỏ thuốc độc không đáp ứng được tiêu chí này vì chúng tấn công người tranh luận hơn là tranh luận để chuyển hướng sự chú ý khỏi vấn đề đang được nói đến.

Văn bản cũng đưa ra 12 nguyên tắc tạo thành "Quy tắc Ứng xử cho Thảo luận Hiệu quả". Quy tắc này kết hợp lý thuyết ngụy biện của Damer cung cấp một tiêu chuẩn thủ tục và đạo đức để phát triển phong cách trí tuệ hiệu quả được sử dụng khi tham gia vào một cuộc thảo luận hợp lý về các vấn đề quan trọng.